# هيدلي فرنسيس غريغوري بريدغز
هيدلي فرنسيس غريغوري بريدغز هو محامي وسياسي كندي، ولد في 7 أبريل 1902 في فريدريكتون في كندا، وتوفي في 10 أغسطس 1947. نشط حزبياً في الحزب الليبرالي الكندي. وقد انتخب عضو الجمعية التشريعية لنيو برونزويك ‏ وانتخب Speaker of the Legislative Assembly of New Brunswick ‏ (1936 – 1938) وانتخب عضو مجلس العموم الكندي.